# Chase Elliott

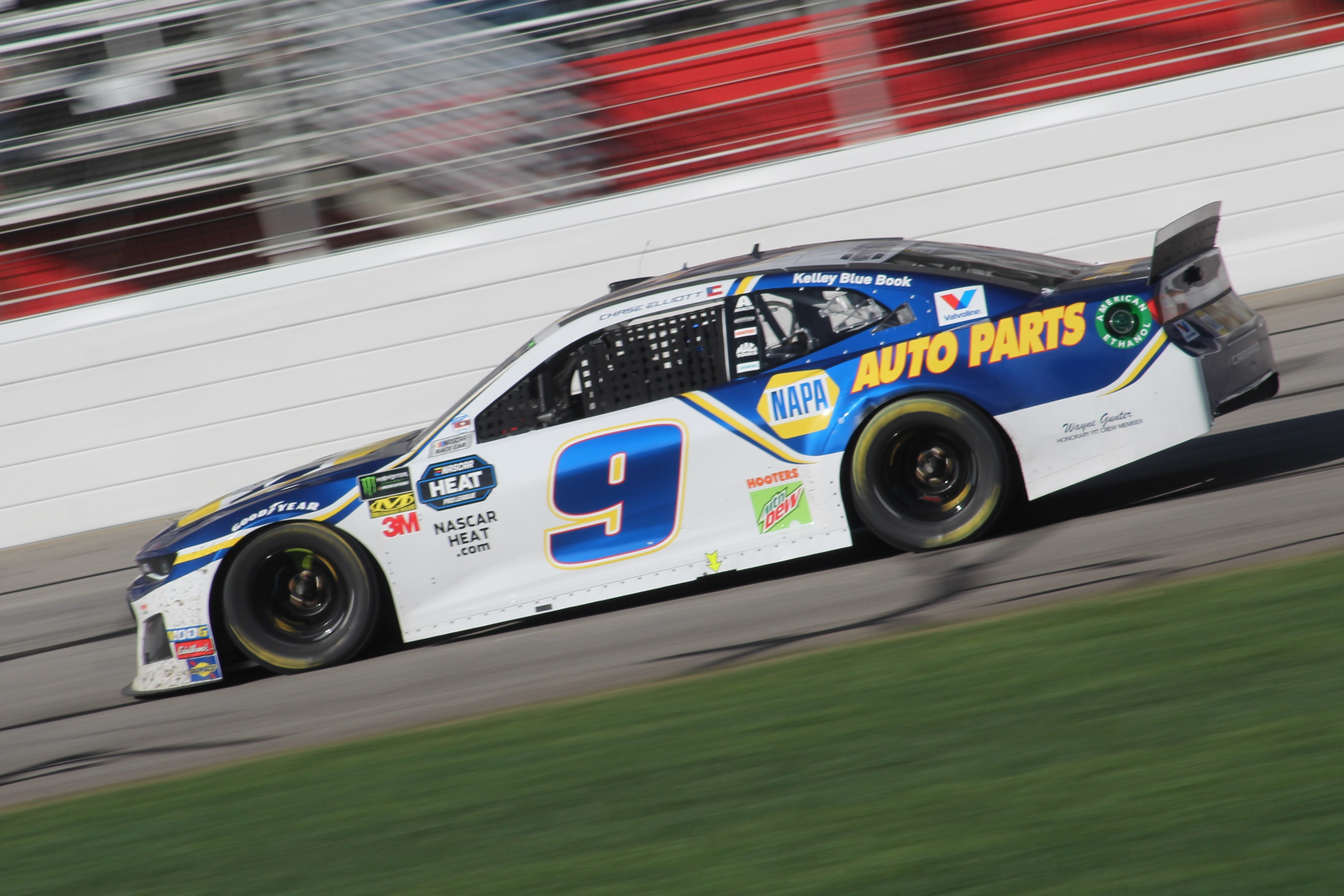
Elliott in de N° 9 Chevrolet Camaro op de Atlanta Motor Speedway in 2019.

William Clyde "Chase" Elliott II (Dawsonville, Georgia, 28 november 1995) is een Amerikaans autocoureur, die actief is in de NASCAR Cup Series. Hij is de enige zoon van Bill Elliott, NASCAR Cup Series kampioen van 1988. In 2014 won hij als nieuwkomer en als jongste ooit de NASCAR Xfinity Series. Hij werd in 2020 kampioen in de NASCAR Cup Series. Hij rijdt in 2022 in de nummer 9 Chevrolet Camaro ZL1 1LE voor het team van Hendrick Motorsports. Ook nam Elliott deel aan endurance races, waaronder de 24 uur van Daytona.

## Carrière

### Beginjaren
Chase begon op jonge leeftijd met racen. Toen hij dertien jaar oud was werd hij samen met dertien andere atleten, waaronder golfer Jordan Spieth genoemd in een artikel van Sports Illustrated over toekomstige sterren. In 2010 neemt Elliott deel aan 40 races in verschillende klasses, hiervan wint hij er twaalf en eindigt hij 38 keer in de top 10.
In februari 2011 tekent Elliott een contract met Hendrick Motorsports als jeugd- en ontwikkelingsrijder. Hij neemt deel aan de K&N Pro Series East met wagen nummer 9, het nummer waar hij in zijn latere NASCAR carrière kampioen mee zal worden. Hij eindigt het seizoen als negende. In 2012 rijdt hij in de K&N Pro Series East en hij wint in mei van dat jaar zijn eerste race als prof op Iowa Speedway. Hij eindigt het seizoen als vierde. Ook rijdt hij enkele races in de ARCA Racing Series, waaronder een race op Pocono die hij wint. Hierdoor werd hij de jongste coureur in de ARCA series die een race won op een superspeedway.

### Truck Series
In januari 2013 maakt Hendrick Motorsports bekend dat Elliott zou deelnemen aan negen Truck Series races het komende seizoen. Tijdens de race op Bristol Motor Speedway pakt hij poleposition en werd hiermee de jongste coureur die als eerste zou starten in een Truck Series race. Later won hij ook de race op Mosport Park en werd toenmalig jongste winnaar in de Truck Series met een leeftijd van 17 jaar, 9 maanden en 4 dagen.
Elliott nam na 3 jaar afwezigheid uit deze reeks in 2016 nogmaals deel aan een race in de Truck Series op Martinsville Speedway. Hij reed voor Contreras Motorsports en reed 109 ronden aan de leiding. Hij finishte uiteindelijk als tweede. In 2017 nam hij nog tweemaal deel aan de Truck Series, in Atlanta en Martinsville, waarvan hij de laatste won. In 2020 deed Elliott mee aan de race op Charlotte Motor Speedway, in een weddenschap met Kyle Busch en Kevin Harvick om te zien wie er het hoogste kan eindigen in deze lagere klasse. Elliott won deze race.

### Xfinity Series
In januari 2014 werd bekend dat Elliott voltijds in de Xfinity Series zou rijden voor JR Motorsports. Op 4 april won hij voor het eerst in deze klasse op Texas Motor Speedway door de leiding over te nemen met nog 16 ronden te gaan. Een week later, op 11 april, won hij zijn tweede race door bij een late herstart met nog twee ronden te gaan van de zesde plaats naar de leiding te rijden, waarbij hij de leiding overnam van Elliott Sadler in de laatste ronde. Ook won hij de race op Chicagoland Speedway. In Phoenix kroonde Elliott zichzelf kampioen met 53 punten voorsprong op teamgenoot Regan Smith. Hij was de eerste rookie en de jongste coureur ooit die een kampioenschap won in een van de drie nationale reeksen van NASCAR. Later werd hij ook nog benoemd tot Populairste rijder van het jaar.
Tijdens de race op Daytona in 2015 viel Elliott voor de eerste keer uit, doordat hij in een crash met meerdere wagens terechtkwam. Op 11 september won hij zijn eerste race van het seizoen op Richmond International Raceway en maakte hij zo een einde aan zijn reeks van 36 races zonder overwinning. Hij vocht de rest van het seizoen hard om Chris Buescher te verslaan in het kampioenschap, maar haalde het net niet en eindigde als tweede in de punten.
Nadat Elliott in 2016 voltijds overgestapt was naar de Cup Series reed hij toch nog part-time in de Xfinity Series voor JR Motorsports, waaronder de openingsrace in Daytona die hij won. Ook in 2018 nam Elliott deel aan acht races in de Xfinity Series.

### Cup Series
Op 29 januari 2015 maakte Hendrick Motorsports bekend dat Elliott zijn debuut zou maken in de Cup Series in het volgende seizoen en enkele races zou rijden in de N° 25. Ook maakten ze bekend dat Elliott vanaf het seizoen 2016 de N° 24 Corvette van viervoudig kampioen Jeff Gordon zou overnemen.
In 2016 reed Elliott zijn eerste volledige seizoen in de Cup Series en versloeg hij Ryan Blaney, Chris Buescher en Jeffrey Earnhardt voor de 'Rookie of the Year' award. Tijdens zijn eerste Daytona 500 pakte Elliott poleposition en werd zo met zijn 20 jaar de jongste coureur ooit die dit voor elkaar kreeg. Hij reed echter maar drie ronden aan de leiding en in ronde 18 beschadigde hij zijn wagen tijdens een spin. De week erna op Atlanta Motor Speedway finishte hij voor de eerste keer in de top tien. Tijdens de daarop volgende races behaalde Elliott nog een paar keer de top tien: hij werd vierde in Bristol, vijfde op Talladega, negende in Kansas, derde op Dover, achtste tijdens de Coca-Cola 600 en een beste resultaat tot dan toe op Michigan International Speedway, waar hij tweede werd. Elliott plaatste zich op het einde van het seizoen voor de playoffs maar werd geëlimineerd tijdens de 'Round of 12' en eindigde het seizoen als tiende in de stand.
Het seizoen van 2017 begon Elliott door voor het tweede jaar op rij poleposition te pakken voor de Daytona 500. In oktober, tijdens de race op Dover, kwam hij het dichtste bij zijn eerste overwinning: na 138 ronden aan de leiding te hebben gereden, met een voorsprong van vier seconden op Kyle Busch, kwam hij achterblijvers tegen. Tussen deze achterblijvers zat Ryan Newman die hem er niet langs wilde laten en zijn plek bleef verdedigen, waardoor Busch Elliott kon inhalen en de overwinning van hem afnam. 
Op het einde van het seizoen stond hij vijfde in de stand.
In 2018 werd Elliott binnen het team overgeplaatst van wagen N° 24 naar de N° 9, het nummer waar zijn vader ook mee heeft gereden voor het grootste deel van zijn carrière.
In 2020 won Elliott zijn eerste kampioenschap in de Cup Series.

## Televisie
Elliott heeft ook gewerkt als stemacteur. Zo is hij de stem van Mark Set-Go in Blaze and the Monster Machines dat uitgezonden wordt op Nickelodeon en van het op hem gebaseerde personage Chase Racelott in de Pixar Animation Studios film Cars 3.

## Resultaten
| Jaar | Reeks                      | Team                        | Races | Overwinningen | Positie |
| ---- | -------------------------- | --------------------------- | ----- | ------------- | ------- |
| 2010 | CARS X-1R Pro Cup Series   | Ford Racing                 | 9     | 0             | 19e     |
| 2011 | CARS X-1R Pro Cup Series   | Hendrick Motorsports        | 2     | 1             | 22e     |
| 2011 | NASCAR K&N Pro Series East | Hendrick Motorsports        | 12    | 0             | 9e      |
| 2011 | NASCAR K&N Pro Series West | Hendrick Motorsports        | 1     | 0             | 67e     |
| 2012 | NASCAR K&N Pro Series East | Hendrick Motorsports        | 14    | 1             | 4e      |
| 2012 | ARCA Racing Series         | Hendrick Motorsports        | 6     | 0             | 25e     |
| 2012 | NASCAR K&N Pro Series West | Hendrick Motorsports        | 2     | 0             | 38e     |
| 2013 | NASCAR Truck Series        | Hendrick Motorsports        | 9     | 1             | 22e     |
| 2013 | ARCA Racing Series         | Hendrick Motorsports        | 5     | 1             | 28e     |
| 2014 | NASCAR Xfinity Series      | JR Motorsports              | 33    | 3             | Goud    |
| 2014 | ARCA Racing Series         | Hendrick Motorsports        | 1     | 0             | 86e     |
| 2015 | NASCAR Xfinity Series      | JR Motorsports              | 33    | 1             | Zilver  |
| 2015 | NASCAR Cup Series          | Hendrick Motorsports        | 5     | 0             | -       |
| 2016 | NASCAR Cup Series          | Hendrick Motorsports        | 36    | 0             | 10e     |
| 2016 | NASCAR Xfinity Series      | JR Motorsports              | 5     | 1             | 90e     |
| 2016 | NASCAR Truck Series        | Contreras Motorsports       | 1     | 0             | 83e     |
| 2016 | NASCAR K&N Pro Series West | HScott Motorsports          | 1     | 1             | 38e     |
| 2017 | NASCAR Cup Series          | Hendrick Motorsports        | 36    | 0             | 5e      |
| 2017 | NASCAR Truck Series        | GMS Racing                  | 2     | 1             | 76e     |
| 2018 | NASCAR Cup Series          | Hendrick Motorsports        | 36    | 3             | 6e      |
| 2018 | NASCAR Xfinity Series      | JR Motorsports & GMS Racing | 8     | 0             | -       |
| 2019 | NASCAR Cup Series          | Hendrick Motorsports        | 36    | 3             | 10e     |
| 2019 | NASCAR Xfinity Series      | JR Motorsports              | 1     | 0             | -       |
| 2020 | NASCAR Cup Series          | Hendrick Motorsports        | 36    | 5             | Goud    |
| 2020 | NASCAR Truck Series        | GMS Racing                  | 3     | 1             | -       |
| 2021 | IMSA                       | Whelen Engineering          | 1     | 0             | -       |
| 2021 | NASCAR Cup Series          | Hendrick Motorsports        | 36    | 2             | 4e      |
| 2022 | NASCAR Cup Series          | Hendrick Motorsports        | *     | 0             | *       |

* Tabel bijgewerkt tot 9 maart 2022
- * Seizoen loopt nog
- - Niet geclassificeerd